# اورلین دیس
اورلین دیس (انگلیسی: Aurélien Diesse؛ زادهٔ ۱۶ اکتبر ۱۹۹۷) جودوکار اهل فرانسه است.